# Râul Crasna, Bârlad
Râul Crasna este un curs de apă, afluent al râului Bârlad.

## Fotogalerie

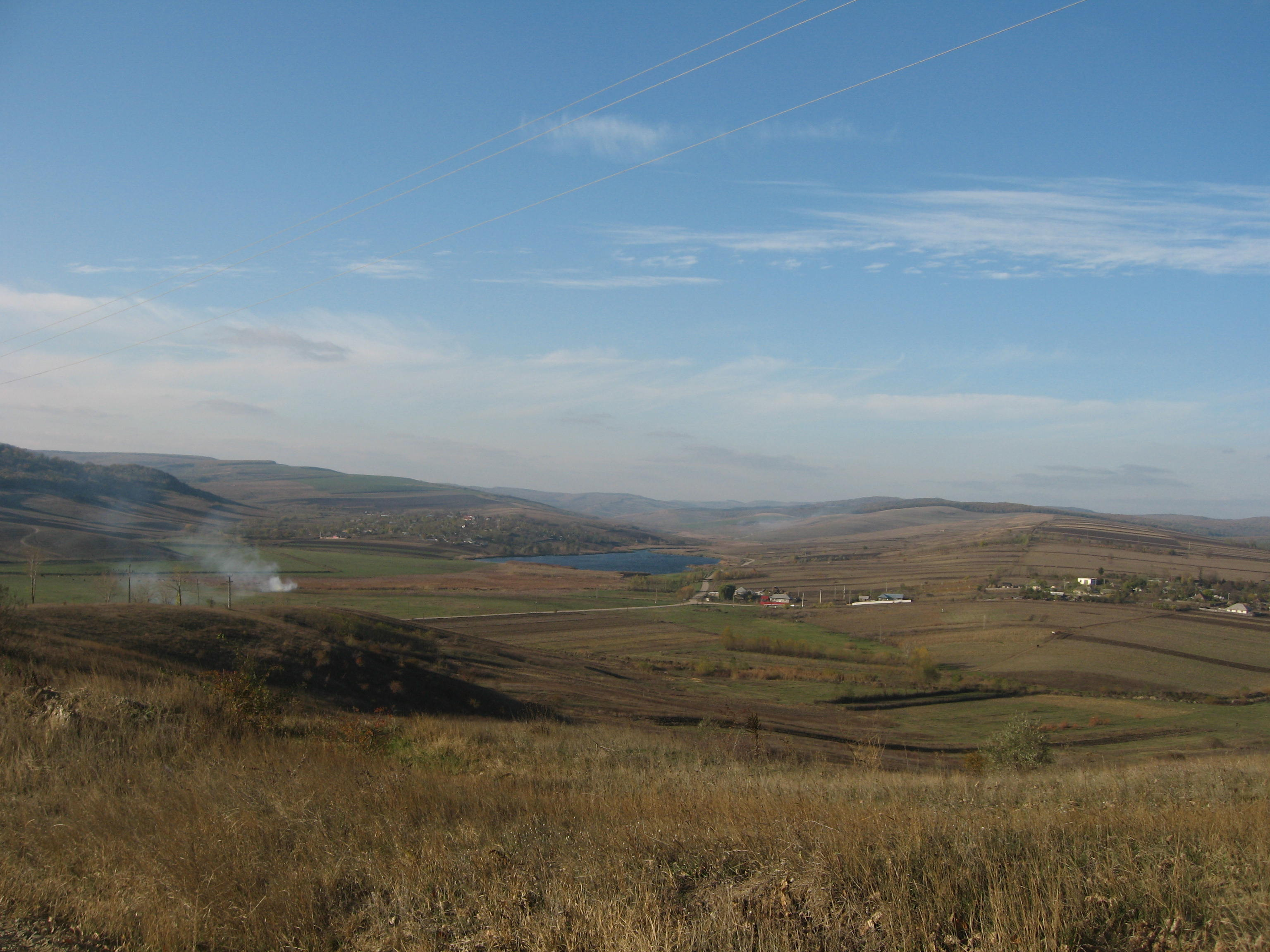
Iazul de la Podu Oprii, văzut de la Armăşeni
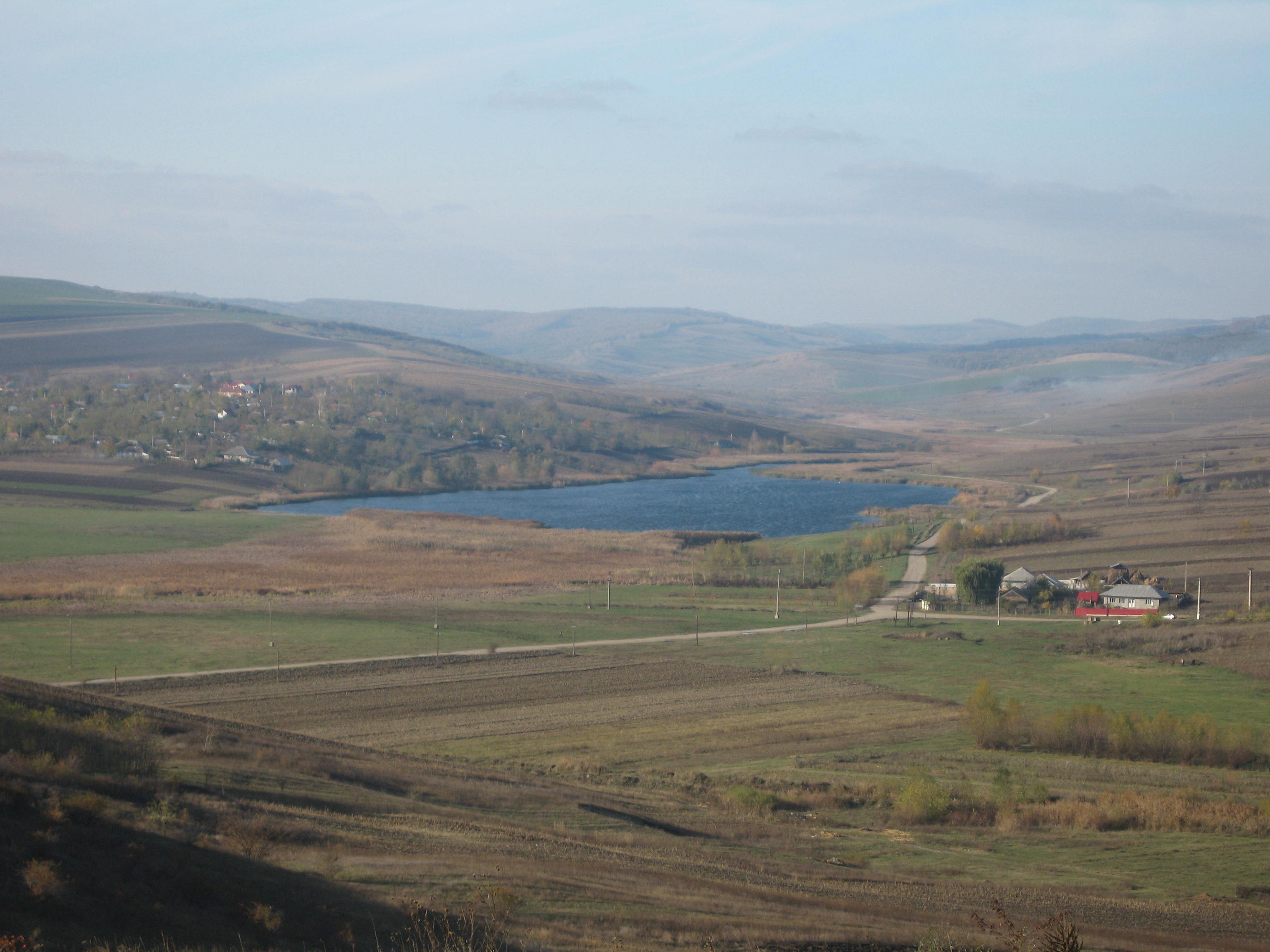
Iazul de la Podu Oprii
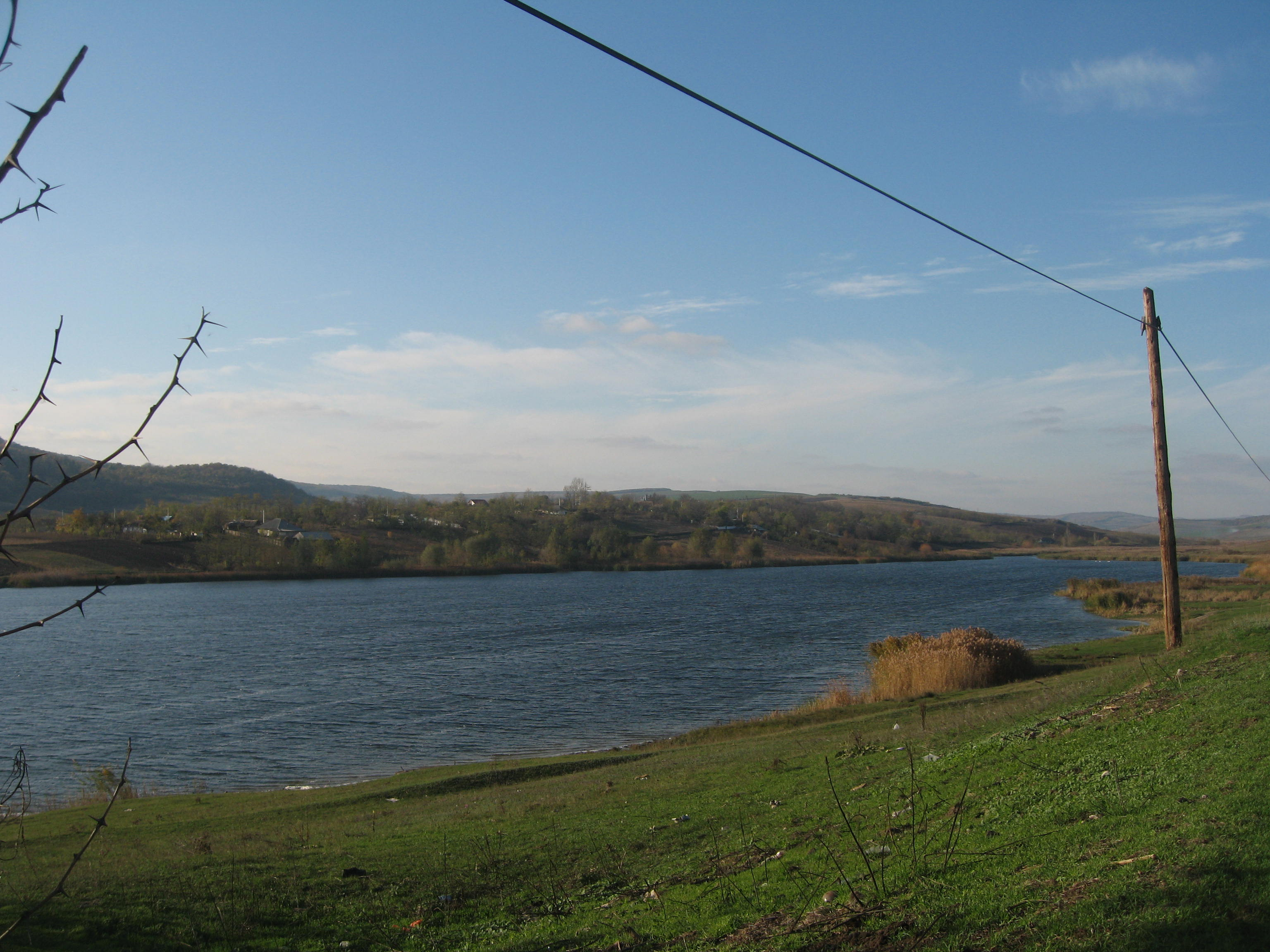
Iazul de la Podu Oprii
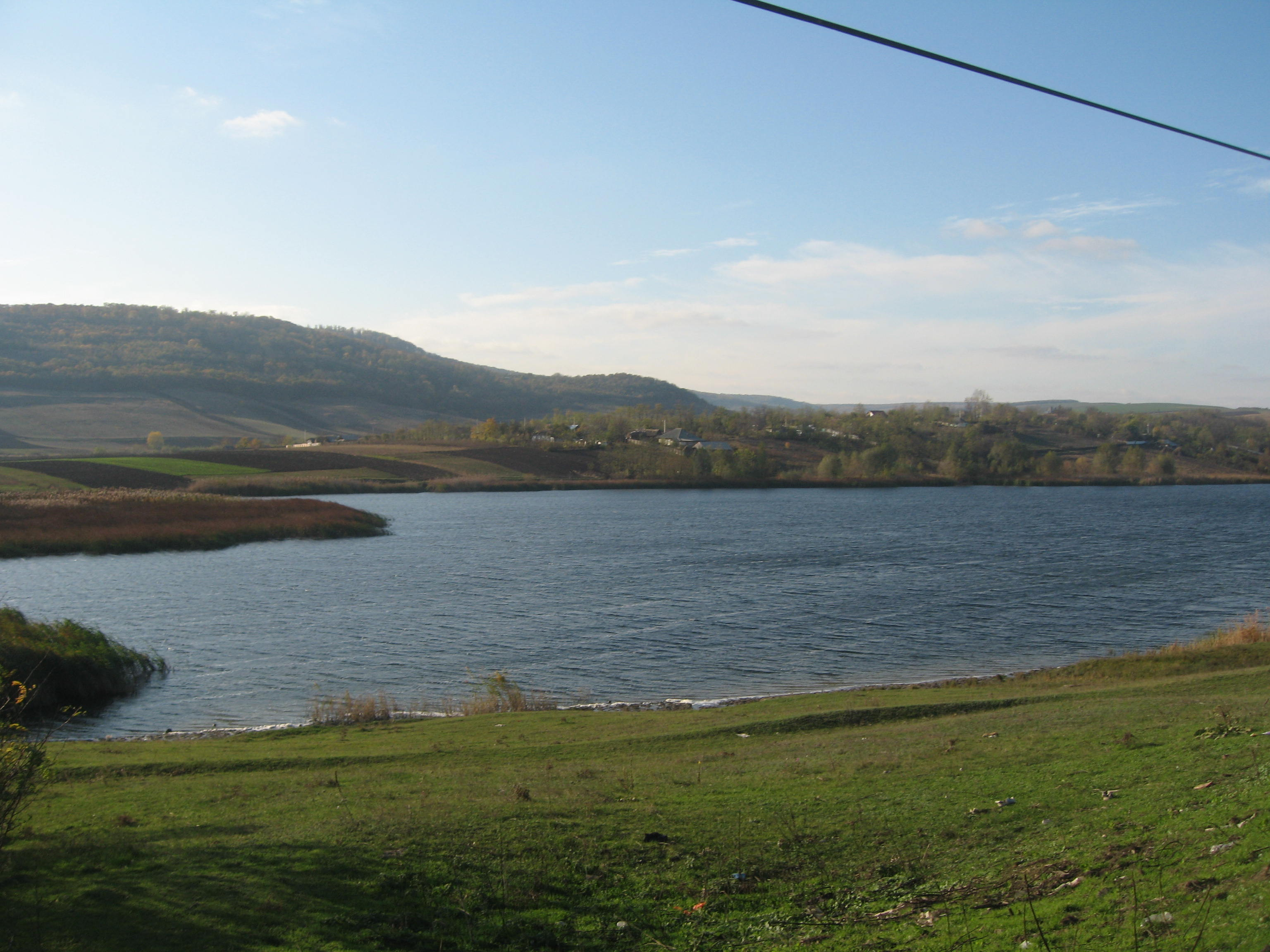
Iazul de la Podu Oprii